# La Lune d'Icare

La Lune d'Icare est un des livres d’artistes les plus spectaculaires créés par Serge Chamchinov. 

## Description
Composée sous forme d’un leporello à huit mètres de longueur, cette œuvre a dix-sept séquences peintes a tempera avec les titres scriptés à l’encre de Chine sur papier BFK Rives 350 g/m², format de la page 60 x 90 cm.

## Historique
Cette œuvre graphique originale datée de l’année 2011, est inspirée par la lecture du texte d'Henri Michaux En rêvant à partir de peintures énigmatiques [de René Magritte]. Selon le catalogue raisonné 2015 , en « intériorisant la formule lire la peinture, l’artiste Serge Chamchinov renverse les composants : il peint à partir des textes d’Henri Michaux, en réalisant sa propre lecture graphique. » .
Présenté par l’artiste lui-même lors de plusieurs Salons internationaux de la poésie et la bibliophilie contemporaine (notamment à Paris 2011, à Liège 2012, à Parme 2013) ce livre a été exposé sous forme d’installation verticale à la Maison Léon Losseau (Mons, 2015 ), au Cabinet d’arts graphiques du musée d'art moderne Richard Anacréon à Granville, 2015, et à la bibliothèque universitaire de Paris-VIII, 2016.

## Icare de la Lune
Par ailleurs, le livre peint La Lune d'Icare a fait l’objet d’une autre création artistique dans le cadre des expériences menées au sein du Laboratoire du livre d’artiste, où, en 2012, a paru l’ouvrage exécuté par l’artiste à douze exemplaires uniques, sous le titre Icare de la lune. 
Chaque exemplaire de Icare de la Lune contient les documents suivants : 
- texte imprimé d’un essai Sur le visible et l’énonçable ;
- bibliographie sur la méthode du "lire la peinture" chez Henri Michaux ;
- dix-sept planches rehaussées au pastel et une vignette d’après les tableaux a tempera de Serge Chamchinov ;
- dix-sept pages de titres pour les tableaux, composés d’après le texte d’Henri Michaux En rêvant à partir de peintures énigmatiques, 1964/1972 (sur René Magritte).

L’ouvrage Icare de la lune a été exposé dans le cadre de la présentation du "Laboratoire du livre d’artiste" (intégral) à la Bibliotheca Wittockiana en 2014  et à la Cité du Livre , il est consultable dans les fonds spécialisés dont les plus importants sont : 
- les Archives et Musée de la Littérature, en Belgique [7],
- la bibliothèque Méjanes, en France [8].